# Чемпіонат України з легкої атлетики в приміщенні 2011
Чемпіонат України з легкої атлетики в приміщенні 2011 серед дорослих був проведений 15-18 лютого в Сумах в манежі Української академії банківської справи. Одночасно визначались чемпіони з багатоборських дисциплін у межах окремого чемпіонату.

## Призери

### Чоловіки
| Дисципліни                  | Золото                                                                                   | Золото   | Срібло                                                                | Срібло   | Бронза                                                                                  | Бронза   |
| --------------------------- | ---------------------------------------------------------------------------------------- | -------- | --------------------------------------------------------------------- | -------- | --------------------------------------------------------------------------------------- | -------- |
| 60 метрів                   | Роман Бублик Івано-Франківська область                                                   | 6,74     | Юрій Штанов Сумська область                                           | 6,83     | Костянтин Васюков Донецька область                                                      | 6,85     |
| 200 метрів (поза програмою) | Віталій Корж Сумська область                                                             | 21,71    | Олег Михалін Херсонська область                                       | 22,51    | Владислав Сідина Чернігівська область                                                   | 22,63    |
| 400 метрів                  | Дмитро Островський Хмельницька область                                                   | 47,03    | Євген Гуцол Сумська область                                           | 47,13    | Володимир Бураков Київська область                                                      | 48,17    |
| 800 метрів                  | Олександр Осмолович Житомирська область                                                  | 1.49,34  | Артем Казбан Дніпропетровська область                                 | 1.49,45  | Ігор Давидов Київ                                                                       | 1.49,82  |
| 1500 метрів                 | Олександр Борисюк Волинська область                                                      | 3.54,89  | Володимир Киц Київська область                                        | 3.56,94  | Станіслав Маслов Київська область                                                       | 3.57,39  |
| 3000 метрів                 | Микола Лабовський Чернівецька область                                                    | 8.04,53  | Іван Стребков Тернопільська область                                   | 8.10,55  | Сергій Рибак Вінницька область                                                          | 8.10,79  |
| 60 метрів з бар'єрами       | Сергій Демидюк Київ                                                                      | 7,84     | Сергій Копанайко Київ                                                 | 7,89     | Олександр Вахняков Донецька область                                                     | 8,00     |
| 3000 метрів з перешкодами   | Павло Олійник Чернігівська область                                                       | 8.47,18  | Юрій Кіщенко Одеська область                                          | 8.47,41  | Сергій Шевчук АР Крим                                                                   | 8.47,85  |
| 4×400 метрів                | Дніпропетровська областьДенис Тесленко Анатолій Синянський Роман Корецький Микола Жевнер | 3.16,72  | Львівська областьАндрій Тиндик Вадим Чугай Степан Марчук Роман Бурмай | 3.17,95  | Черкаська областьВіталій Волошин В'ячеслав Олішевський Денис Нечипоренко Ігор Ігнатенко | 3.18,50  |
| Ходьба 10000 метрів         | Руслан Дмитренко Донецька область                                                        | 40.03,08 | Іван Лосев Донецька область                                           | 40.08,89 | Олександр Венгловський Житомирська область                                              | 40.11,13 |
| Стрибки у висоту            | Олександр Нартов Харківська область                                                      | 2,28     | Юрій Крімаренко Київська область                                      | 2,25     | Віталій Самойленко Херсонська областьАндрій Проценко Херсонська область                 | 2,20     |
| Стрибки з жердиною          | Владислав Ревенко Київська область                                                       | 5,50     | Олександр Корчмід Київська область                                    | 5,50     | Денис Федас Київська область                                                            | 5,40     |
| Стрибки у довжину           | Андрій Макарчев Харківська область                                                       | 7,83     | Олександр Солдаткін Донецька область                                  | 7,68     | Максим Москаленко Дніпропетровська область                                              | 7,50     |
| Потрійний стрибок           | Шериф Ель-Шериф Дніпропетровська область                                                 | 16,42    | Микола Саволайнен Черкаська область                                   | 16,39    | Олег Даниш Київ                                                                         | 16,37    |
| Штовхання ядра              | Андрій Семенов Одеська область                                                           | 20,62    | Андрій Бородкін Закарпатська область                                  | 19,32    | Віктор Самолюк Київська область                                                         | 18,75    |
| Семиборство                 | Олександр Кіслов Росія                                                                   | 5949     | Євген Нікітін Харківська область                                      | 5638     | Віталій Пінкевич Харківська область                                                     | 5416     |

### Жінки
| Дисципліни                  | Золото                                                                            | Золото       | Срібло                                                                               | Срібло   | Бронза                                                                       | Бронза   |
| --------------------------- | --------------------------------------------------------------------------------- | ------------ | ------------------------------------------------------------------------------------ | -------- | ---------------------------------------------------------------------------- | -------- |
| 60 метрів                   | Христина Стуй Івано-Франківська область                                           | 7,36         | Вікторія Кащеєва Сумська область                                                     | 7,46     | Дар'я Піжанкова Харківська область                                           | 7,47     |
| 200 метрів (поза програмою) | Уляна Лепська Харківська область                                                  | 24,41        | Світлана Гончарова Севастополь                                                       | 24,75    | Валерія Назарко Дніпропетровська область                                     | 24,95    |
| 400 метрів                  | Дарина Приступа Донецька область                                                  | 53,12        | Антоніна Єфремова Донецька область                                                   | 53,15    | Наталія Лупу Чернівецька область                                             | 53,52    |
| 800 метрів                  | Тетяна Петлюк Київ                                                                | 2.01,64      | Лілія Лобанова Донецька область                                                      | 2.02,38  | Ольга Завгородня Чернігівська область                                        | 2.03,62  |
| 1500 метрів                 | Наталія Тобіас Донецька область                                                   | 4.14,71      | Анжеліка Шевченко Луганська область                                                  | 4.15,31  | Тамара Твердоступ Харківська область                                         | 4.15,93  |
| 3000 метрів                 | Наталія Тобіас Донецька область                                                   | 9.05,89      | Світлана Шмідт Донецька область                                                      | 9.06,13  | Анна Міщенко Харківська область                                              | 9.11,09  |
| 60 метрів з бар'єрами       | Катерина Поплавська Білорусь                                                      | 8,26         | Олена Яновська Волинська область                                                     | 8,52     | Людмила Йосипенко Київська область                                           | 8,78     |
| 3000 метрів з перешкодами   | Оксана Дідан Миколаївська область                                                 | 10.23,02     | Тамара Полупан Дніпропетровська область                                              | 10.23,06 | Ганна Печко Дніпропетровська область                                         | 10.24,71 |
| 4×400 метрів                | Київська областьКсенія Карандюк Ольга Ляхова Катерина Балясникова Тетяна Шевченко | 3.43,93      | Дніпропетровська областьГанна Шершньова Олена Жушман Ірина Головченко Оксана Волосюк | 3.46,67  | Черкаська областьМар'яна Вареник Сніжана Лашкул Олена Продан Юлія Олішевська | 3.51,22  |
| Ходьба 5000 метрів          | Олена Шумкіна Донецька область                                                    | 21.51,51 NIR | Людмила Шелест Сумська область                                                       | 22.22,01 | Олена Мірошниченко Сумська область                                           | 22.27,66 |
| Стрибки у висоту            | Оксана Окунєва Миколаївська область                                               | 1,92         | Вікторія Добринська Вінницька область                                                | 1,86     | Єлізавета Гладкова Харківська область                                        | 1,80     |
| Стрибки з жердиною          | Ксенія Черткошвілі Донецька область                                               | 4,10         | Алевтина Руєва Дніпропетровська область                                              | 4,00     | Катерина Козлова Донецька область                                            | 4,00     |
| Стрибки у довжину           | Вікторія Молчанова Харківська область                                             | 6,38         | Дар'я Піжанкова Харківська область                                                   | 6,34     | Олександра Стаднюк Черкаська область                                         | 6,16     |
| Потрійний стрибок           | Руслана Цихоцька Чернівецька область                                              | 13,85        | Наталія Ястребова Київська область                                                   | 13,57    | Ганна Князєва Київ                                                           | 13,48    |
| Штовхання ядра              | Галина Облещук Івано-Франківська область                                          | 17,06        | Ольга Голодна Київська область                                                       | 16,55    | Анна Самолюк Київська область                                                | 16,46    |
| П'ятиборство                | Інна Ахкозова Київська область                                                    | 4323         | Анастасія Мохнюк Київська область                                                    | 4250     | Ганна Мельниченко Полтавська область                                         | 4170     |